# Bermuda Police Service
Le service de police des Bermudes (nom officiel en langue anglaise : Bermuda Police Service) est une institution britannique civile qui assure le maintien de l'ordre  public aux Bermudes.

## Histoire et organisation
Sa fondation date de 1879. Elle emploie des constables et porte le nom de Bermuda Police Force.   
Elle comprend, en 2008, 450 policiers et officiers de police plus une centaine de policiers auxiliaires formant. Son chef est un Police Commissionner. En 2005-2006, il disposait d'un budget annuel de 50 467 000 USD.
Le BPS dispose de trois sites. Son quartier général est situé dans la ville d'Hamilton.